# Александър Асен
Севастократор Александър Асен е вторият син на българския цар Иван Асен I и царица Елена.

## Биография
След убийството на цар Калоян през 1207 г. заедно с брат си Иван Асен II той бяга при куманите, а по-късно в  Галичкото княжество или Киевска Рус (под заплаха от смърт от узурпатора Борил).  През 1217 г. се завръща от изгнание. 
С помощта на руски наемници през 1218 г. Борил е отстранен от престола, а Иван Асен II провъзгласен за следващия български цар. След детронирането на цар Борил Александър получава севастократорско достойнство, а София и областта му е предоставена като апанаж. Успява да спре унгарско нападение над Белградската област през 1232 г. През 1233 г. българска войска, водена от севастократор Александър, настъпва срещу унгарците, разбива ги край Видин, в Олтения и край Браничево и възстановява българското владение на окупираните от тях области.
Александър има син Калиман (Коломан), който след убийството на Михаил II Асен през 1256 г. заема за няколко месеца българския царски престол под името Калиман II Асен, след което е свален и убит.